# Mã tiên thảo
Cỏ roi ngựa hay còn gọi mã tiên thuốc, mã tiên thảo (danh pháp khoa học: Verbena officinalis) là một loài thực vật có hoa trong họ Cỏ roi ngựa. Loài này được L. miêu tả khoa học đầu tiên năm 1753.